# Francis Jager

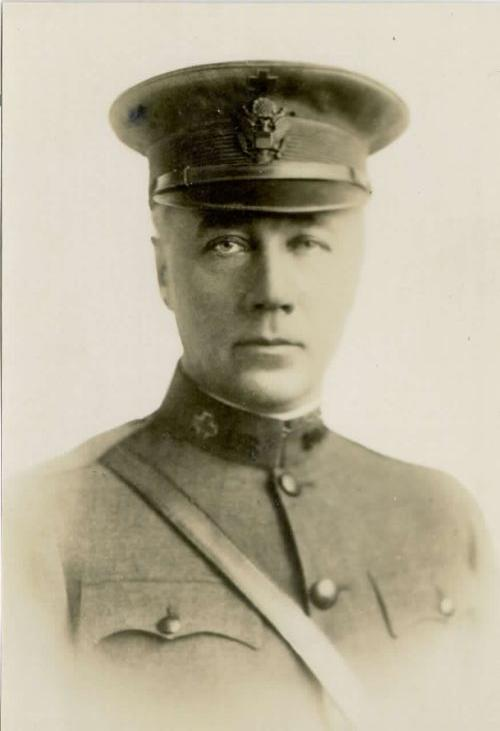
Francis Jager (angeblich 1928)

Francis Jager (* 2. April 1869 bei Vrhnika, Krain, Österreich-Ungarn als Franc Jager; † 30. Januar 1941 in Alexandria, Louisiana, Vereinigte Staaten) war ein slowenisch-US-amerikanischer Geistlicher, Apidologe, Agronom, Hochschullehrer, Imker und Gärtner.

## Leben
Francis Jager wurde am 2. April 1869 als Sohn von Andrej Jager und Katarina Jager (geborene Primožič) bei Vrhnika in Krain geboren und auf den Namen Franc getauft. Als ältestes von acht Kindern (sieben Jungen, ein Mädchen) verbrachte er seine ersten Lebensjahre in der Heimat, wo er auch die Volksschule besuchte. Die Familie lebte in ihrem Dorf über einer Gastwirtschaft bei der Eisenbahnwache Nr. 4. Nach der Volksschule kam Jager ans Gymnasium nach Ljubljana, verließ dieses jedoch während der siebenten Klasse im Jahre 1887, um nach New York City auszuwandern. Von hier aus kam er an das St. Thomas Seminary, aus dem später die römisch-katholische Privatuniversität University of St. Thomas hervorging, nach St. Paul, Minnesota. Am 17. Dezember 1892 fand hier auch seine Priesterweihe statt. In diesem Jahr erhielt er auch seine Einbürgerung in die Vereinigten Staaten. Danach diente er für wenige Monate an der Boys Reform School in Red Wing, Minnesota, und kam in weiterer Folge zur Church of the Ascension in die Großstadt Minneapolis, Minnesota.
Später fungierte er fünf Jahre lang als Missionspastor in Marshall, Minnesota. Von dort aus gründete er zahlreiche Gemeinden in Ghent, Minneota, Taunton, Canby, St. Leo, Russell, Cottonwood, sowie Clara City und besuchte als Seelsorger auch die Ortschaften Tracy und Springfield. Des Weiteren war er in Taunton, Canby, Clara City und St. Leo an der Errichtung der dortigen Kirchengebäude beteiligt. In St. Leo entstand während Jagers Amtszeit zudem ein eigenes Pfarramt. Von 1898 bis 1908 gehörte Jager der Church of St. Elizabeth in Minneapolis an und war danach bis 1918 an der Kirche der kleinen Ortschaft St. Bonifacius tätig. Hier gründete er neben der Kirchengemeinde und dem Pfarrhaus auch eine Pfarrschule und wirkte nebenbei an der Missionsstation in Mound, Minnesota.
Besonders verdient gemacht hatte sich Jager, der auch als Agronom und Gärtner tätig war, vor allem als Apidologe und Imker. In den Jahren 1913 bis 1928 unterrichtete er als Professor für Bienenzucht am Department of Agriculture der University of Minnesota und war Leiter der universitätseigenen Versuchsstation für Bienenzucht – das alles parallel zu seiner Tätigkeit als Pfarrer in Mound. Jager galt als hervorragender Kenner der Bienen sowie als ausgezeichneter Lehrer und regte als solcher zu neuer wissenschaftlicher Forschung an. In Zusammenarbeit mit seinen Assistenten arbeitete er auf verschiedenen Gebieten der Bienenkunde, wie der künstlichen Einpflanzung von Königinnen, dem Ausweisen der Drohnen, der richtigen Ernährung und dem Züchten der Honigbiene, den Problemen des Schwärmens, dem Überwintern, der dauernden Begutachtung der Königinnen und des Honigs in Minnesota. Daneben hatte er auch eine Beraterfunktion für das Landwirtschaftsministerium der Vereinigten Staaten mit Sitz in Washington, D.C. inne und galt in den gesamten Vereinigten Staaten als anerkannter Experte. Zeitlebens veröffentlichte er zahlreiche Abhandlungen in verschiedenen Fachzeitschriften.
Im Jahre 1917 kam er über die Universität zum US-amerikanischen Informationskomitee des Roten Kreuzes an den Balkan. Auf der Grundlage eines von ihm gemachten Berichts wurde er ein uneingeschränkter Befehlshaber der Hilfsaktion und erhielt den Rang eines Majors in der US-Armee. So diente Jager im auslaufenden Ersten Weltkrieg als Major des Roten Kreuzes und war serbischer Feldkurat. Als solcher ließ er sich an der Salonikifront nieder und kümmerte sich vor allem um die Bevölkerung von Monastir, Vodena und Florina. Als Kriegskaplan für Katholiken in der serbischen Armee half Jager auch bei der Versorgung der serbischen Kavallerie und bei Sanierungsarbeiten. Des Weiteren war er auch an den Vorbereitungen für den Waffenstillstand von Thessaloniki beteiligt. Für seine Verdienste wurde er mit dem St.-Sava-Orden III. Klasse (Kommandeur) ausgezeichnet und auch in den Vereinigten Staaten gewürdigt.
Am 30. Januar 1941 starb Jager im Alter von 71 Jahren in Alexandria, Louisiana, und wurde am Our Lady of the Lake Catholic Cemetery in Minnetrista, Minnesota, beerdigt. Noch zu Lebzeiten vermachte Jager im Jahre 1930 einen Großteil seiner Privatbibliothek, darunter zahlreiche Werke aus dem 17., 18., 19. und vor allem 20. Jahrhundert – unter anderem auch ein Insectorum aus dem Jahre 1590 –, der Entomology Library der University of Minnesota.